# Nada-ku (Kobe)
Nada-ku (灘区) est l'un des neuf arrondissements de la ville de Kobe, au Japon.
Le Yamaguchi-gumi, plus important groupe de yakuzas du Japon a son siège dans cet arrondissement.
La plus grande région productrice de saké du Japon est située à Nada-ku, Higashinada-ku et Nishinomiya. Elle est surnommée Nada-Gogō (en) (« les cinq de Nada »), car elle est divisée en cinq zones, dont Nishi-gō à Nada-ku.

## Attractions
- Le zoo de Ōji (王子動物園?) et son parc.
- Le mont Nagamine.

## Universités
- Kobe Kaisei College
- Université pour femmes de Shoin